# Hemiceras transducta
Hemiceras transducta är en fjärilsart som beskrevs av Walker 1857. Hemiceras transducta ingår i släktet Hemiceras och familjen tandspinnare. Inga underarter finns listade i Catalogue of Life.